# Годовиков, Алексей Николаевич
Алексей Николаевич Годовиков (19 января 1914, Москва — 7 февраля 1942, близ г. Череповец, Вологодская область) — военный комиссар 1-й эскадрильи 740-го истребительного авиационного полка 148-й истребительной авиационной дивизии Череповецко-Вологодского дивизионного района ПВО СССР, политрук, Герой Советского Союза.

## Биография
Родился 19 января 1914 года в Москве в семье рабочего. Русский. Член ВКП(б) с 1939 года. Окончил 7 классов и школу ФЗУ. Был учеником, а затем слесарем на заводе «Авиахим-1». В 1932 году окончил планёрную школу, был инструктором-планеристом заводского аэроклуба.
В Красной Армии с 1936 года. Поступил в танковое училище. После гибели отца — бортмеханика в экипаже С. А. Леваневского — перевёлся в 1-ю Качинскую Краснознамённую военную авиационную школу лётчиков имени А. Ф. Мясникова, которую окончил в 1939 году. Направлен служить в Московский военный округ.
В составе 148-го истребительного авиационного полка участвовал в советско-финляндской войне 1939—1940 годов. Затем служил в Либаве.
На фронтах Великой Отечественной войны с первого дня. Политрук Годовиков А. Н. прикрывал с воздуха участок Северной железной дороги Вологда-Бабаево, летал на штурмовку войск противника. В ноябре 1941 года в воздушном бою в районе Апраксина городка сбил Me-109. 29 декабря 1941 года в густой облачности на подходе к Вологде сбил бомбардировщик Ju-88, а другой заставил сбросить бомбы и повернуть обратно. Сбитый им «юнкерс» был выставлен на площади в центре Вологды на всеобщее обозрение.
7 февраля 1942 года в 9.50 политрук Годовиков вылетел во главе пятёрки МиГ-3 по сигналу тревоги. В воздухе на высоте 7000 метров он первым обнаружил воздушный разведчик Ju-88 и пошёл на сближение. Он догнал противника у станции Заборье. Заметив преследование, вражеский пилот сделал левый разворот и попытался уйти в облака. Разгадав замысел врага, Годовиков ринулся наперерез. Стрелки «юнкерса» открыли по нему огонь. Годовиков уклонился от вражеских трасс и сам открыл огонь. Первой очередью он поразил стрелка, потом поджёг двигатель «юнкерса», но тот продолжал лететь в сторону фронта. Когда кончился боезапас, Годовиков передал на КП по радио, что идёт на таран. Подойдя вплотную, он нанёс удар по хвостовому оперению «юнкерса». Вражеский самолёт рухнул вниз. От удара Годовиков, видимо, потерял сознание и не смог покинуть неуправляемый истребитель. Это был его пятый по счёту сбитый самолёт противника.
Самолёт Годовикова был обнаружен 8 февраля 1942 года в полкилометре от сбитого им «юнкерса». Похоронен в городе Череповце Вологодской области на площади Жертв Революции.
Указом Президиума Верховного Совета СССР «О присвоении звания Героя Советского Союза начальствующему составу войск противовоздушной обороны» от 4 марта 1942 года за «образцовое выполнение боевых заданий командования и проявленные при этом отвагу и геройство» удостоен посмертно звания Героя Советского Союза.

## Память
- Имя А. Н. Годовикова высечено на обелиске Славы в Вологде.
- Имя Героя носит улица в Казани, Череповце и во Владикавказе.
- Во дворе школы в посёлке Заборье установлен обелиск.
- Именем Алексей Годовикова назвал самолёт Sukhoi Superjet 100 (бортовой номер - RA-89118) авиакомпании Северсталь [4].

## Награды
- Медаль «Золотая Звезда»;
- Орден Ленина;
- Орден Красной Звезды.